# Телесериалы Японии
Японские телесериалы, также известные как дорама (яп. テレビドラマ тэрэби дорама, от английского drama), — одни из самых рейтинговых передач на японском телевидении. Несмотря на название, дорамы выпускаются в различных жанрах — комедии, детективы, ужасы, дзидайгэки и т. п.
Длительность стандартного сезона для дорам — три месяца. Обычно сезоны чётко распределены по месяцам, в январе начинается зимний сезон, в апреле — весенний, в июле — летний, в октябре — осенний.

## Известные дорамы
- Цветочки после ягодок
- Любовная перетасовка[англ.]
- Дворецкий Мэй-тян[англ.]
- Один литр слёз
- GTO
- Гокусэн
- Продвижение Нобуты
- Долгие каникулы[англ.]
- Оранжевые дни[англ.]
- Удачи!![англ.]
- Парень из электрички
- Ты мой любимец[англ.]
- Suppli[англ.]
- Миллион падающих с неба звёзд[англ.]
- Чёрный мошенник[англ.]

## Известные актёры и актрисы
- Осаму Мукаи
- Цуёси Домото
- Тома Икута
- Мисаки Ито
- Кадзуя Камэнаси
- Такуя Кимура
- Тэппэй Коикэ
- Дзюн Мацумото
- Нанако Мацусима
- Масами Нагасава
- Юкиэ Накама
- Сюн Огури
- Эрика Савадзири
- Ко Сибасаки
- Такаси Соримати
- Ютака Такэноути
- Дзюри Уэно
- Ая Уэто
- Эри Фукацу
- Рёко Хиросуэ
- Маки Хорикита
- Сатоси Цумабуки
- Эйта
- Макико Эсуми
- Томохиса Ямасита
- Рёко Синохара
- Харума Миура
- Дзюмпэй Мидзобата